# Conflito

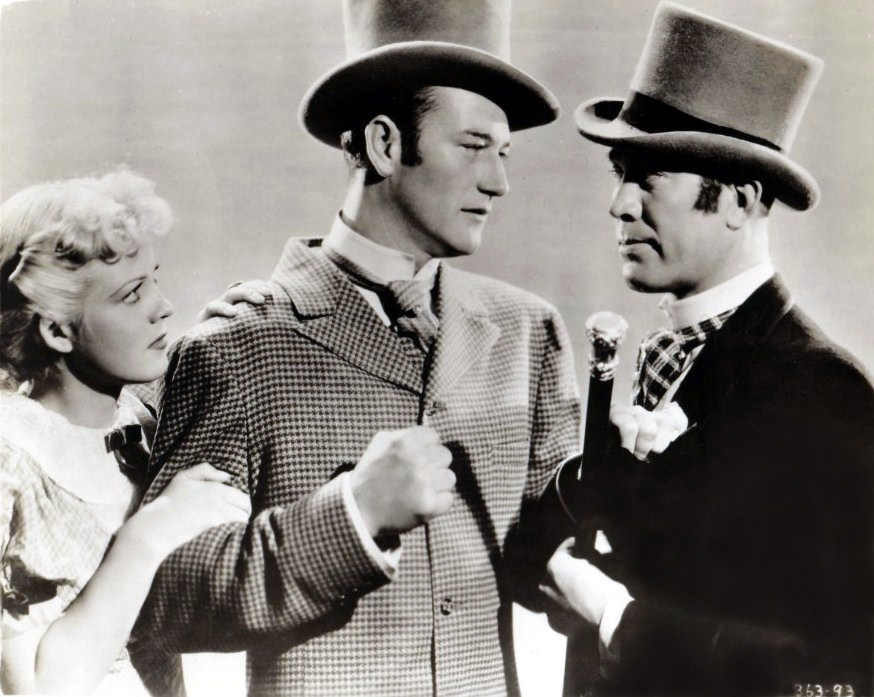
Jean Rogers, John Wayne e Ward Bond no filme Conflict (1936)

Um Conflito é uma situação em que surgem diferenças de interesses, expectativas, valores e opiniões consideradas inaceitáveis para indivíduos ou grupos, seja internamente ou em relação a outro(s) grupo(s).

## Definições
Dependendo da fonte, há diferentes definições para conflitos:
- Desentendimentos, discrepâncias e atritos que ocorrem quando as ações ou crenças de um ou mais membros do grupo são inaceitáveis para um ou mais outros membros do grupo e são por eles rejeitadas.[1]
- Uma interação entre atores (indivíduos, grupos, organizações etc.), em que pelo menos um ator experimenta incompatibilidades no pensamento/imagem/percepção e/ou sentimento e/ou vontade em relação ao outro ator (ou atores), de modo que, ao se efetivar, ocorre prejuízo causado por outro(s) ator(es).[1]
- Interesses contraditórios que são defendidos por diferentes pessoas ou grupos de pessoas, que são dependentes umas das outras para alcançar esses interesses (ou ao menos acreditam nisso).[2]
- Processos de interação que se manifestam em incompatibilidade, discordância ou dissonância dentro de ou entre entidades sociais.[3]
- Um estado de tensão que surge porque existem contradições inconciliáveis entre duas ou mais partes no que diz respeito a um determinado bem.[4]
- Atividades que ocorrem quando seres conscientes (indivíduos ou grupos) desejam tomar ações que não correspondem a seus anseios, necessidades ou obrigações.[5]
- Situações em que ocorre comportamento hostil.[6]
- Comportamento que deliberadamente impede a consecução dos objetivos de outra pessoa.[7]
- Estado de incompatibilidade objetiva entre valores ou metas.[8]

## Principais tipos de conflito

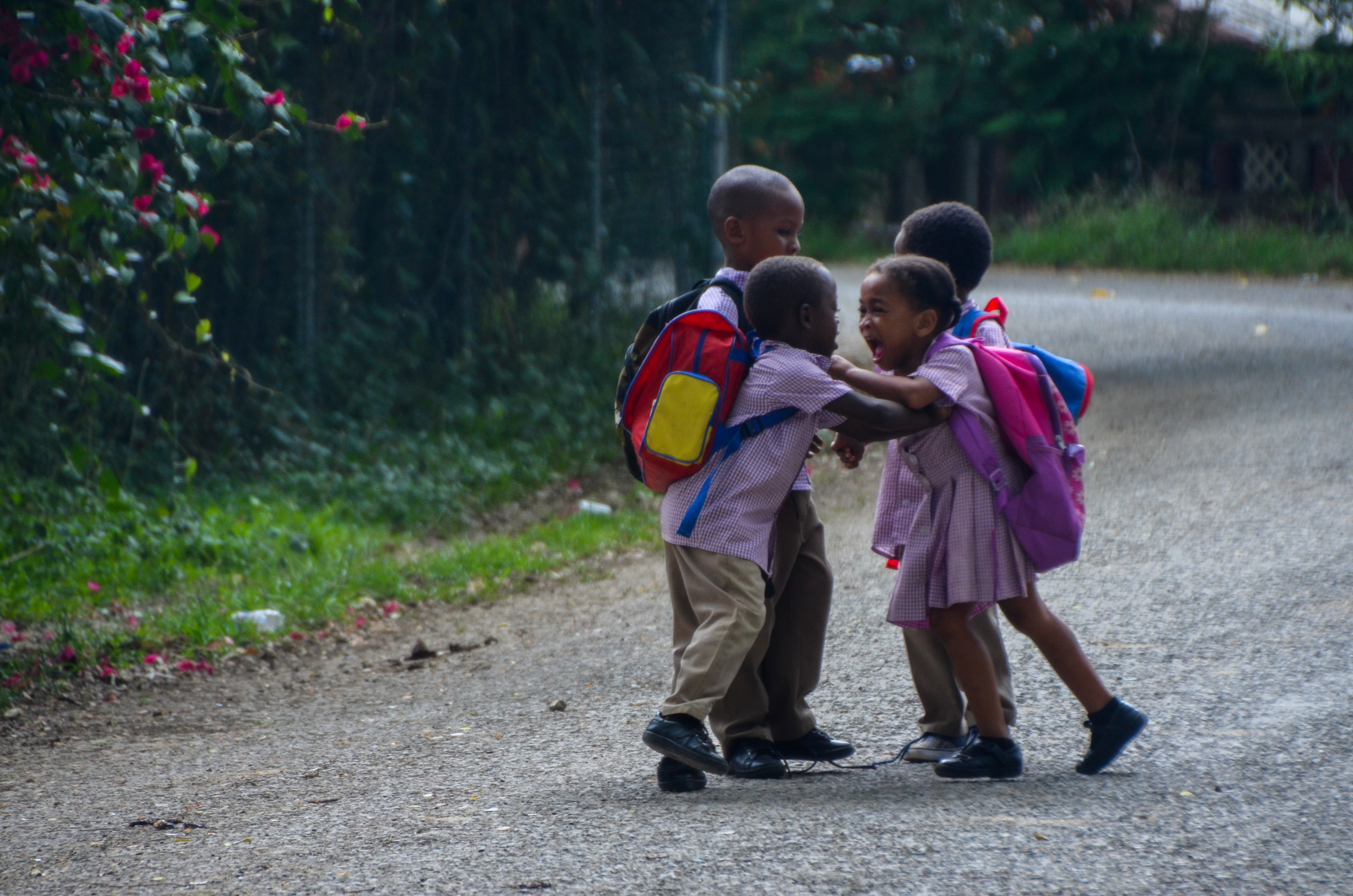
Crianças em idade escolar brigando na Jamaica

Nos casos de conflito intragrupal, há um conflito entre as metas gerais do grupo como um todo e as metas de pelo menos uma pessoa dentro desse grupo. Os desentendimentos também podem ser exemplos de conflito interpessoal, um conflito entre duas ou mais pessoas. Conflitos intrapessoais ocorrem dentro de um indivíduo, por exemplo, uma má consciência ou um conflito de identidade. Conflitos intergrupais são conflitos entre dois ou mais grupos.

### Tipos de conflitos
Alguns tipos mais específicos de conflitos incluem:
- Conflito de conteúdo ocorre quando indivíduos discordam sobre como lidar com determinado assunto. Isso pode ser positivo, pois tem o potencial de estimular discussão e aumentar a motivação.[11]
- Conflito de relacionamento ocorre quando indivíduos discordam sobre aspectos pessoais. Esses conflitos relacionais diminuem desempenho, lealdade, satisfação e comprometimento, além de deixar as pessoas irritáveis, negativas e desconfiadas.[11] Eles surgem de incompatibilidades interpessoais — trata-se de um estado de fricção causado por frustrações, aborrecimentos e irritações. O conflito de relacionamento é comparável ao conflito afetivo e cognitivo, conforme definido por Amason e Pinkley, respectivamente.[12]
- Conflito de processo refere-se à discordância sobre a abordagem do grupo para a tarefa, métodos e processos de grupo.[12] Esses autores observam que, embora conflitos de relacionamento e de processo sejam prejudiciais, conflitos de tarefa são benéficos, pois encorajam diversidade de opiniões, embora seja preciso cuidado para que não evoluam para conflitos de processo ou de relacionamento.[12]
- Conflito de tarefa está relacionado a divergências de pontos de vista e opiniões sobre uma tarefa específica em ambientes de grupo. Isso está associado a dois efeitos inter-relacionados e benéficos. O primeiro é a qualidade da decisão do grupo, pois o conflito de tarefa promove um maior entendimento cognitivo da questão em discussão, levando a melhores decisões.[12] O segundo é a aceitação afetiva das decisões do grupo. O conflito de tarefa pode resultar em maior satisfação com a decisão e em desejo de continuar no grupo.[13]
- Conflito afetivo é um conflito emocional que se desenvolve a partir de incompatibilidades interpessoais e disputas. Frequentemente gera desconfiança, suspeita e hostilidade. Por isso, é considerado negativo e é descrito como “disfuncional”.[14]
- Conflito cognitivo ocorre durante tarefas e resulta de diferenças de perspectiva e julgamento. Melhora a tomada de decisão e permite maior troca de informações entre os membros do grupo. O conflito cognitivo é visto como uma tensão positiva que promove o bom trabalho em equipe.[14]

A seguir, alguns exemplos de conflito que podem ser tanto intragrupais quanto intergrupais:
- Conflito de interesse é o envolvimento em múltiplos interesses que podem corromper a motivação ou a tomada de decisão.[15]
- Conflito cultural é um tipo de conflito que ocorre quando diferentes valores e crenças culturais entram em choque.[16]
  - Conflito intelectual é uma subcategoria de conflito cultural.[17]
- Conflito étnico é o conflito entre dois ou mais grupos étnicos em disputa.[16]
- Conflito organizacional é a discórdia causada pela oposição de necessidades, valores e interesses entre pessoas que trabalham juntas.[18]
- Conflito de papéis envolve demandas incompatíveis que são impostas a uma pessoa de forma a tornar difícil cumprir ambas.[19]
- Conflito social é a disputa por supremacia ou autonomia entre classes sociais.
- Conflito trabalho-família ocorre por demandas incompatíveis entre os papéis de trabalho e de família de um indivíduo.[20]

#### Classificação geográfica
Conflitos podem também ser categorizados geograficamente, como no conflito Norte-Sul e no conflito Leste-Oeste. Outros exemplos são conflitos territoriais como a Guerra do Kosovo, a guerra Irã-Iraque, o Conflito do Oriente Médio, o conflito China–Taiwan e o Conflito coreano.

#### Classificação por pessoas envolvidas
Da mesma forma, os conflitos podem ser categorizados de acordo com as pessoas envolvidas. Áreas em que conflitos ocorrem com frequência incluem, por exemplo, família, entre pais, entre irmãos ou entre pais e filhos, entre amigos e conhecidos, em grupos, na escola, na natureza, em negócios entre empresas, empregadores ou empregados, na ciência, entre gerações (conflito de gerações), entre grupos étnicos (conflito étnico) ou dentro de ou entre Estados (ver pesquisa da paz).

## Curso do conflito
Conflitos não são eventos estáticos em si, mas desenvolvem uma dinâmica que pode se tornar incontrolável em casos extremos. O curso de um conflito pode ser dividido em quatro fases:
| Fase do conflito | Nome         | Descrição                                                     |
| ---------------- | ------------ | ------------------------------------------------------------- |
| Fase I           | Fase latente | A situação de conflito emerge                                 |
| Fase II          | Consciência  | Ambas as partes reconhecem o conflito                         |
| Fase III         | Ação         | Ambas as partes reagem baseadas em seus pensamentos e emoções |
| Fase IV          | Interações   | As duas partes interagem com modos de conflito alternados     |

### Escalada do conflito
Além disso, o conflito pode escalar. Modelos de escalada em conflitos incluem o modelo de escalada de conflito de Friedrich Glasl, a curva de conflito de Michael S. Lund e o modelo ampulheta de Oliver Ramsbotham. Quando a escalada é iniciada por uma das partes, frequentemente há uma sequência de comportamentos que agravam a situação: pedidos, exigências, observações irritadas, ameaças, assédio e abuso. Modelos com uma ordem fixa de estágios de escalada foram criticados por não representarem a natureza probabilística dos conflitos.

## Comportamento de conflito

Hierarquia de argumentos conforme seu potencial de escalada, segundo Graham

As várias formas pelas quais as pessoas reagem a situações de conflito foram apresentadas por Gerhard Schwarz — às vezes em referência a Eric Lippmann — da seguinte maneira:
- Fuga (Evasão, Evitamento)
- Combate (Imposição, Destruição)
- Subordinação (Adaptação, Concessão, Aceitação unilateral)
- Delegação (do problema a outra instância)
- Compromisso (Acordo com vantagens e desvantagens para ambos os lados)
- Consenso (Cooperação)

Esses padrões de comportamento podem levar à solução ou dissolução de um conflito em diferentes situações. Enquanto os estágios iniciais são de caráter antagônico ou confrontador, os últimos representam formas de resolução construtiva — com consenso como a forma mais elevada (que deve ser aprendida). Paul Graham dividiu as formas de argumentação hierarquicamente de acordo com seu potencial de escalada e a qualidade do argumento. No ‘‘modelo de preocupação dupla’’ (dual concern model), os tipos de conflito são divididos conforme duas dimensões: orientação para a própria meta ou orientação para a meta do parceiro de conflito. Testes de personalidade voltados para comportamento em conflitos incluem o Kraybill Conflict Style Inventory, o “Ethics Position Questionnaire” com licença open-source e o Thomas-Kilmann Conflict Mode Instrument. Outros testes de personalidade mais abrangentes, como Leadership Derailers, Social value orientation, Hexaco-PI-R e NEO-PI-R também incluem, em menor grau, aspectos de comportamento em conflitos.

#### Conflitos entre indivíduos
Com frequência, fenômenos adicionais ocorrem no decorrer de um conflito. Dúvidas e incertezas sobre a própria posição tendem a ser substituídas por convicções firmes (viés de confirmação), sem que tenha havido mudança real nas probabilidades. Além disso, muitas vezes as pessoas mantêm sua convicção para não “perder a face”, mesmo se começarem a questionar a própria convicção. A reciprocidade (“olho por olho”) favorece a escalada do conflito e uma convergência comportamental quando o outro lado adota consistentemente um comportamento competitivo ou colaborativo para atingir seus objetivos. No entanto, comportamento colaborativo tende a decair mais facilmente em comportamento competitivo do que o oposto. Em conflitos, podem surgir comportamentos destrutivos: violência, coerção, intimidação, chantagem, engano e sedução.
Emoções negativas como raiva e medo dificultam o trabalho de resolução de divergências. Além disso, a raiva costuma ser “contagiosa”: alguém que é alvo de raiva tende a reagir com mais raiva. Do mesmo modo, comportamentos como hostilidade, agressividade excessiva, explosões de raiva, esquiva de conflito, passividade, ambiguidade ou comportamento acusatório podem dificultar a resolução de conflitos.
A atribuição de supostas forças, atitudes e valores à outra parte do conflito frequentemente é distorcida. Da mesma forma, há frequentemente uma atribuição equivocada de se o problema se origina na situação ou no caráter dos participantes. À medida que o conflito escala, as táticas usadas por cada lado tornam-se mais confrontadoras (mais duras). Porém, há situações em que a parte ameaçada se sai melhor se não reagir com contra-ameaças. Um estilo de negociação muito dominante pode provocar uma postura de bloqueio como resposta. Em conflitos entre partes igualmente fortes, evita-se um estilo competitivo se se espera uma forte retaliação. Enquanto no começo de uma escalada a contra-reação tende a ser desproporcionalmente alta, num estágio avançado é desproporcionalmente baixa. Frequentemente, no início da escalada, são formadas várias coalizões para apoiar os interesses próprios, resultando em conflitos entre dois grupos.

#### Conflitos entre grupos
Quando um conflito ocorre não apenas entre dois indivíduos (conflito interpessoal), mas entre dois ou mais grupos (conflito intergrupal), entram em cena efeitos adicionais da dinâmica de grupo. Identificaram-se cinco emoções típicas em grupos que contribuem para a escalada: superioridade, injustiça, vulnerabilidade, desconfiança e impotência. Além disso, inveja, desprezo, pena e admiração podem surgir entre grupos. Sente-se inveja quando o grupo externo (out-group) é percebido como tendo alta competência, mas pouca cordialidade. Grupos invejosos costumam ficar ressentidos com as conquistas simbólicas e tangíveis de outro grupo e consideram aquele grupo como concorrente. O desprezo ocorre quando o grupo externo é visto como baixo tanto em cordialidade quanto em competência. De acordo com Forsyth, o desprezo é uma das emoções intergrupais mais frequentes. Nesse caso, atribui-se ao grupo externo a responsabilidade por seus próprios fracassos, e os membros do grupo interno acreditam que seu conflito com o grupo externo jamais será resolvido. Grupos externos considerados altos em cordialidade, mas baixos em competência, são alvos de pena. Em geral, esses grupos têm status mais baixo e não são considerados responsáveis por seus fracassos. A admiração ocorre quando o grupo externo é visto como alto em cordialidade e competência, mas isso é raro porque essas duas condições dificilmente são preenchidas. Um grupo admirado é tido como completamente merecedor de suas conquistas. A admiração tende a surgir quando membros do grupo interno podem se orgulhar das conquistas do grupo externo e quando o sucesso do grupo externo não interfere nos interesses do grupo interno.
Com frequência, grupos exibem comportamentos mais competitivos do que os indivíduos teriam entre si. Apenas perceber a identidade do grupo já favorece a discriminação contra grupos externos. Quando indivíduos com estilo de conflito colaborativo entram em um grupo, pode ocorrer uma mudança para um estilo competitivo de conflito intergrupal (comportamento de grupo). Além disso, surgem efeitos de comportamento dominador no grupo e entre grupos. Motivadores como ganância, medo e identidade social aumentam em grupos. Se a recompensa potencial pela ganância é reduzida, o efeito da ganância diminui. Há um padrão duplo que se manifesta principalmente na valorização das ações do próprio grupo, mas também na desvalorização das ações de outros grupos. Isso inclui generalizações e estereótipos distorcidos atribuídos ao outro grupo. Envolve tanto a desindividuação (os adversários são percebidos apenas como parte de um grupo homogêneo, não como indivíduos) quanto a desumanização (os adversários são percebidos como sub-humanos). Em um experimento, mais da metade dos participantes optou por uma escolha com menor recompensa se o processo fosse percebido como justo.
Um fator-chave nas relações e conflitos intergrupais são os sentimentos coletivos do próprio grupo (in-group) em relação ao outro grupo (out-group), geralmente negativos, podendo variar de desconforto ao interagir com um membro de certo grupo a verdadeiro ódio ao outro grupo. Por exemplo, em pesquisas organizacionais de Fischer na Universidade de Oxford, conflitos intergrupais tornaram-se tão intensos que se mostraram mutuamente destrutivos e intratáveis, resultando em colapso organizacional.
As emoções dirigidas a grupos externos podem ser expressas tanto verbal quanto não verbalmente e, de acordo com o modelo de conteúdo de estereótipo, são ditadas por duas dimensões: a cordialidade percebida e a competência do outro grupo (a "habilidade"). Dependendo de quão cordial e competente é percebido o outro grupo, o modelo de conteúdo de estereótipo prediz quatro emoções básicas direcionadas ao out-group (Forsyth, 2010).

## Fatores
Embora as partes envolvidas possam desejar chegar rapidamente a uma solução para sua disputa, fatores psicológicos e interpessoais podem frustrar suas tentativas de controlar o conflito, resultando na escalada do conflito. A escalada do conflito “pode ser entendida como uma intensificação de um conflito no que diz respeito à extensão observada e aos meios utilizados”. Vários fatores, incluindo maior comprometimento com a própria posição, uso de táticas de influência mais duras e formação de coalizões, impulsionam a escalada do conflito.

### Incerteza e comprometimento
Conforme os conflitos escalam, as dúvidas e incertezas dos membros do grupo são substituídas por um forte comprometimento com sua posição. As pessoas “racionalizam” suas escolhas assim que as fazem: procuram informações que apoiem seus pontos de vista, rejeitam informações que as contradigam e tornam-se mais arraigadas na posição original (ver também viés de confirmacão). Além disso, quando se comprometem publicamente com uma posição, as pessoas tendem a permanecer nela. Às vezes, elas percebem as limitações de suas opiniões, mas as defendem e argumentam contra o oponente apenas para não perder a face. Por fim, se o oponente argumenta de forma muito incisiva, pode desencadear reatância e o membro do grupo fortalecer ainda mais sua posição.

### Percepção e impercepção
As reações dos indivíduos ao conflito são moldadas pela percepção que têm da situação e das pessoas envolvidas. Durante o conflito, as inferências que cada parte faz sobre as forças, atitudes, valores e qualidades pessoais dos oponentes tendem a ser distorcidas.

### Matribuição
Durante o conflito, as pessoas explicam as ações do adversário de formas que agravam o problema. O erro fundamental de atribuição ocorre quando alguém supõe que o comportamento do adversário foi causado por fatores pessoais (disposicionais), em vez de fatores situacionais (ambientais). Em conflitos prolongados, as partes costumam concluir que o conflito é instransponível, esperando que seja duradouro, intenso e muito difícil de resolver.

### Interpretação equivocada das motivações
Durante o conflito, os oponentes frequentemente se tornam desconfiados, perguntando-se se a motivação colaborativa do outro se transformou em competitiva. Essa perda de confiança dificulta o restabelecimento de um relacionamento cooperativo. Pessoas com orientação competitiva de valor social (SVO) são as mais imprecisas ao perceber as motivações do oponente; costumam supor que os outros competem com elas quando, na realidade, não há competição. Competidores também tendem a buscar mais informações que confirmem a suspeita de competição. Além disso, tendem a representar deliberadamente suas intenções de forma incorreta, às vezes alegando ser mais cooperativos do que realmente são.

### Táticas suaves e duras
Em geral, utiliza-se primeiro táticas suaves, mas, à medida que o conflito se intensifica, elas se tornam mais duras. Para demonstrar esse fenômeno, Mikolic, Parker e Pruitt (1997) simularam uma situação de conflito criando uma “fábrica de cartões de aniversário” com participantes que recebiam uma pequena quantia por cada cartão produzido. O trabalho seguia bem até que um dos pesquisadores (disfarçado de participante) começou a acumular materiais de produção. Inicialmente, os membros do grupo tentaram resolver o problema com declarações e pedidos. Quando isso falhou, passaram a exigências e reclamações, e depois a ameaças, ofensas e raiva.
Embora táticas duras possam intimidar o adversário, com frequência intensificam o conflito. Morton Deutsch e Robert Krauss (1960) usaram o “experimento de jogo de transporte rodoviário” para demonstrar que a capacidade de ameaçar intensifica o conflito. Eles também mostraram que estabelecer um canal de comunicação não resolve necessariamente a disputa. Se uma parte ameaça a outra, às vezes a parte ameaçada pode se sair melhor se não contra-atacar. No entanto, oponentes de força equivalente aprendem a evitar o uso de poder se há grande receio de retaliação.

### Reciprocidade e espiral ascendente
Em muitos casos, espirais de conflito ascendente são mantidas pelas normas de reciprocidade: se um grupo ou pessoa critica o outro, o criticado sente-se justificado a fazer o mesmo. Em situações de conflito, os oponentes costumam seguir a norma de reciprocidade intensa, ou seja, respondem dando “demais” (exagero) ou “de menos” (aquém). Em estágios iniciais de conflito, os oponentes “exageram” suas ameaças (overmatching), enquanto em estágios elevados fazem “menos” (undermatching). Overmatching pode servir como um forte alerta, enquanto undermatching pode ser usado como mensagem conciliatória.

### Poucos e muitos
Quando eclodem conflitos, membros do grupo usam coalizões para inclinar o equilíbrio de poder a seu favor, e é típico que conflitos com múltiplas partes se reduzam a dois blocos ao longo do tempo. Coalizões agravam o conflito, pois envolvem mais membros do grupo. Indivíduos nas coalizões não apenas visam assegurar seus próprios resultados, mas também piorar o desfecho dos membros fora da coalizão. Quem fica de fora reage com hostilidade e tenta retomar o poder formando sua própria coalizão. Logo, são necessárias negociações e barganhas constantes para manter uma coalizão.

### Irritação e raiva
É difícil para a maioria das pessoas manterem calma em situações de conflito. Contudo, o aumento de emoção negativa (por exemplo, raiva) só agrava o conflito inicial. Mesmo quando membros do grupo desejam discutir pacificamente suas posições, após se comprometerem com suas visões, a expressão emocional frequentemente substitui o raciocínio lógico. A raiva também é “contagiosa”: se um negociador demonstra raiva, tende a despertar raiva no outro.

## Resolução de conflitos
Nicholson nota que um conflito é resolvido quando a inconsistência entre os desejos e ações das partes envolvidas é superada. Negociação é parte importante da resolução de conflitos, e qualquer projeto de um processo que tente incorporar um “conflito positivo” desde o início precisa ter cuidado para não deixá-lo degenerar em tipos negativos de conflito. Na prática, as resoluções de conflito variam de discussões entre as partes envolvidas, como em mediação ou negociação coletiva, a confrontos violentos, como em guerras entre Estados ou guerras civis. “Entre” esses extremos, há as modalidades de esclarecimento de maneira legal ou judicial, que não precisam necessariamente ser "lavagem de roupa suja", mas podem ser conduzidas como “delegação profissional” do problema a advogados, para poupar tempo e energia no processo. Muitos conflitos podem ser resolvidos sem escalada pelas próprias partes envolvidas. Se elas não chegam a uma solução, podem-se tomar medidas de apoio por terceiros.
O objetivo da resolução de conflitos é uma solução efetiva e duradoura, obtida mediante a satisfação de todas as partes, idealmente resultando em um trabalho conjunto (colaboração, cooperação) para solucionar o problema. Também pode haver uma regulação do conflito por meio de decisão de alguma autoridade, por exemplo, um árbitro, um tribunal, um dos pais ou um supervisor. Conflitos não resolvidos geram frustração e agressão, que podem levar a custo, danos e bodes expiatórios.

### Desescalada
O primeiro passo em uma disputa costuma ser a desescalada (por exemplo, cessar hostilidades, reduzir agressões). Uma estratégia de tit for tat (“olho por olho”) pode gerar confiança caso ambos os lados adotem um estilo de conflito mutuamente colaborativo ou mutuamente competitivo. Para facilitar a mudança de posição de uma das partes, é importante criar “pontes de salvação”, por exemplo, discutindo o que já mudou desde o início do processo ou introduzindo normas de comportamento justas para todos.
Comportamentos que agravam a situação não devem ser respondidos de imediato, para dar tempo à outra parte de recuperar autocontrole emocional, tornando-se mais aberta a argumentos e evitando escalada mútua. A raiva pode ser reduzida por meio de pedido de desculpas, humor, pausa, adoção de normas comuns de comportamento, maior distanciamento (por exemplo, discussão online) ou fornecendo informações de que a escalada do outro lado não foi intencional. Em seguida, pode-se abordar calmamente o comportamento problemático, reconhecendo pontos válidos no que o outro está dizendo.
No caso de comportamentos de esquiva, deve-se fazer mais perguntas, buscar a participação dessas pessoas na resolução e valorizar seus interesses imateriais (como reconhecimento e autonomia). Na conversa, é importante lembrar que resolver o conflito atende aos interesses de ambos.

### Comunicação regulada
O segundo passo é iniciar a comunicação entre as partes em conflito, muitas vezes por meio de mediação. Condições de apoio podem ser descritas pelo Conceito de Harvard. Alternativamente, pode-se seguir o ciclo de moderação de Josef W. Seifert. Além disso, podem ser utilizados I-messages em alternância com escuta ativa (segundo Thomas Gordon) ou comunicação não violenta segundo Marshall B. Rosenberg, de forma a despersonalizar a discussão.

### Análise
No terceiro passo, identifica-se o conflito de interesses em si e busca-se desenvolver compreensão mútua sobre o interesse da outra parte. Isso requer entender e respeitar os valores e motivações subjacentes. De acordo com o modelo dos quatro lados de Friedemann Schulz von Thun, toda mensagem tem nível de conteúdo e nível emocional ou de relação interpessoal. Ambos contêm interesses que devem ser conciliados tanto quanto possível. Em seguida, pode-se desenvolver conjuntamente uma solução ganha-ganha para o conflito.

### Modos de conflito
Para resolver conflitos, Thomas L. Ruble e Kenneth W. Thomas e, posteriormente, Whetten e Cameron investigaram as estratégias possíveis em caso de conflito. As variáveis assertividade e cooperação se baseiam no trabalho ‘‘Managerial Grid’’ de 1964, de Jane Srygley Mouton e Robert Rogers Blake. As duas dimensões tratam, por um lado, de saber se os objetivos ou interesses das duas partes de conflito são atingidos e, por outro, de como se mantém a cooperação. Kenneth W. Thomas e Ralph H. Kilmann publicaram um sistema de avaliação em 1974. Ele amplia o modelo para incluir o comportamento de busca de compromisso e quantifica cinco estilos típicos de conflito (competitivo, colaborativo, voltado ao compromisso, evitativo e conciliador) em questionários que fornecem valores diferentes para a inclinação pessoal a esses cinco estilos. Uma colaboração (cooperação) em princípio permite tanto alcançar os objetivos de ambos os lados quanto manter um bom relacionamento. No entanto, não é todo conflito que se resolve com colaboração, especialmente quando os objetivos são mutuamente exclusivos e imutáveis. Os diferentes estilos têm prós e contras. Dependendo da situação, pode ser desejável adotar um estilo ou outro para obter resultados melhores.
Thomas e Kilmann distinguem cinco estilos típicos de conflito:
| Estilo de conflito                     | Prós e Contras | Situações |
| -------------------------------------- | --- | --- |
| Competitivo (ganha-perde)              | * Busca pelos próprios objetivos - Uso de poder - Pode gerar disputas - Pode causar ressentimentos                      | * Situações de emergência que exigem decisões rápidas - Decisões importantes e impopulares - Quando se tem certeza de estar certo (assuntos cruciais) - Para se defender de aproveitamentos alheios                    |
| Colaborativo (win-win)                 | * Cooperação para satisfação de todos - Análise detalhada de interesses - Envolve conflito cognitivo - Pode levar tempo | * Quando compromisso não é aceitável - Para obter apoio para a causa - Para manter ou melhorar relacionamentos - Para unificar perspectivas                                                                            |
| Voltado ao compromisso (½ganha-½ganha) | * Meio-termo em assertividade e cooperação - Divide diferenças - Nem meio nem inteiro?                                  | * Soluções temporárias para conflitos complexos - Quando metas de dois oponentes igualmente fortes são mutuamente exclusivas - Sob pressão de tempo - Estratégia de transição para colaboração ou competição           |
| Evitativo (perde-perde)                | * Negligência de ambos os interesses - Conflitos permanecem sem solução - Tática de adiamento                           | * Situações fora de controle - Assuntos sem importância - Para deixar o outro “esfriar a cabeça” - Quando terceiros podem resolver o conflito de forma mais eficaz                                                     |
| Conciliador (perde-ganha)              | * Oposto do competitivo - Sacrifício pessoal - Generosidade altruísta - “Tapete”                                        | * Quando as questões do outro são bem mais importantes - Para construir capital social - Em caso de clara inferioridade - Quando a harmonia é especialmente importante - Para permitir que subordinados se desenvolvam |

Recursos limitados podem ser distribuídos segundo critérios como investimento prévio de tempo, energia ou recursos, igualdade de cotas, relação de poder ou necessidade. A tomada de decisão pode ocorrer via vários procedimentos. Idealmente, busca-se um consenso (e preferencialmente uma solução ganha-ganha) porque isso atende aos interesses de todos. Caso os interesses sejam imutáveis e mutuamente exclusivos, usam-se outros procedimentos. Comuns são o compromisso ou a distribuição imposta por uma autoridade neutra (como em julgamento arbitral, paterno ou de supervisão). Além disso, uma votação ou sentença judicial é um procedimento competitivo em que os interesses do grupo maior ou da parte com direito reconhecido prevalecem. Também é possível a concessão de um dos lados, se houver disposição para isso. Como a concessão implica renúncia a parte de seus interesses com pouca ou nenhuma compensação, a disposição diminui à medida que a escalada aumenta.
Glasl, por sua vez, atribui seis estratégias de gerenciamento de conflitos aos nove estágios do modelo de escalada de Friedrich Glasl.
- Níveis 1–3 (endurecimento, polarização e debate, ações ao invés de palavras): moderação
- Níveis 3–5 (ações ao invés de palavras, preocupação com imagem e coalizões, perda de face): apoio de processo
- Níveis 4–6 (preocupação com imagem e coalizões, perda de face, estratégias de ameaça): apoio de processo socioterapêutico
- Níveis 5–7 (perda de face, estratégias de ameaça, golpes destrutivos limitados): conciliação/mediação
- Níveis 6–8 (estratégias de ameaça, golpes destrutivos limitados, fragmentação): arbitragem ou processo judicial
- Níveis 7–9 (golpes destrutivos limitados, fragmentação, rumo ao abismo mútuo): intervenção por poder

De acordo com Ramsbotham, os conflitos dividem-se em cinco fases de desenvolvimento, com três estratégias de resolução:
- Fase de diferenças: transformação de conflitos
- Fase de objeção: transformação de conflitos
- Fase de polarização: resolução de conflitos
- Fase de violência: resolução de conflitos
- Fase de guerra: contenção de conflitos

Enquanto o sistema de Thomas e Kilmann descreve cinco estilos de conflito e enfatiza a colaboração como solução, e as medidas são alinhadas com os estilos e as situações, no sistema de Glasl e Ramsbotham, as medidas são alinhadas ao nível de escalada.

### Mediação de conflitos
O conflito é um processo social que se agrava quando membros do grupo tomam partido. Entre os métodos de resolução de conflitos está a mediação, em que um membro não envolvido na disputa atua como mediador. Simplificando, o mediador pode ser visto como um guia imparcial que orienta os litigantes a desenvolverem uma solução. Em conflitos com relações interpessoais negativas num baixo nível de escalada, pode ser útil o fortalecimento de laços para melhorar a comunicação e transformar a natureza do relacionamento. Como a mediação depende de encontros pacíficos, ela tem maior sucesso em conflitos de baixa escalada, onde ainda há vontade de encontrar um acordo.
Embora quem esteja de fora do conflito costume preferir não se envolver, em certos casos a intensidade do conflito torna impossível evitá-lo, mas ainda viável mediá-lo. A mediação de terceiros abre caminho para a comunicação entre as partes, permitindo-lhes expor seus pontos de vista e buscar esclarecimentos, enquanto o mediador oferece proteção contra vergonhas ou “perda de face”. Isso pode incluir legitimar o acordo alcançado. Por exemplo, se dois caixas decidirem alternar fins de semana de trabalho, o mediador poderia reforçar que cada um agora desfrutará de folgas a cada duas semanas. O mediador também pode ajudar a refinar soluções, fazer contrapropostas e organizar horários e locais de reuniões de modo satisfatório.
Há três principais abordagens de mediação:
1. Procedimento inquisitorial: o mediador faz perguntas a cada litigante, avalia as respostas e então impõe uma solução obrigatória. É o método menos popular.
2. Arbitragem: nessa modalidade, cada parte expõe seus argumentos ao mediador, que decide com base nesses argumentos, impondo uma solução. A arbitragem é ideal para conflitos de baixa intensidade e é o estilo de mediação mais aceito.
3. Moot: envolve discussão aberta entre as partes e o mediador sobre problemas e possíveis soluções. Aqui o mediador não pode impor nada. Após a arbitragem, o moot é o segundo estilo de mediação mais bem visto, embora não necessariamente resulte em resultado tangível.

Na prática, a resolução de conflitos muitas vezes se mescla às atividades cotidianas, como em organizações, locais de trabalho e instituições. Equipes e moradores em um centro de cuidado para jovens, por exemplo, entrelaçam preocupações diárias (refeições, aulas, intervalos, reuniões ou outras tarefas rotineiras) com disputas interpessoais.

## Institucionalização

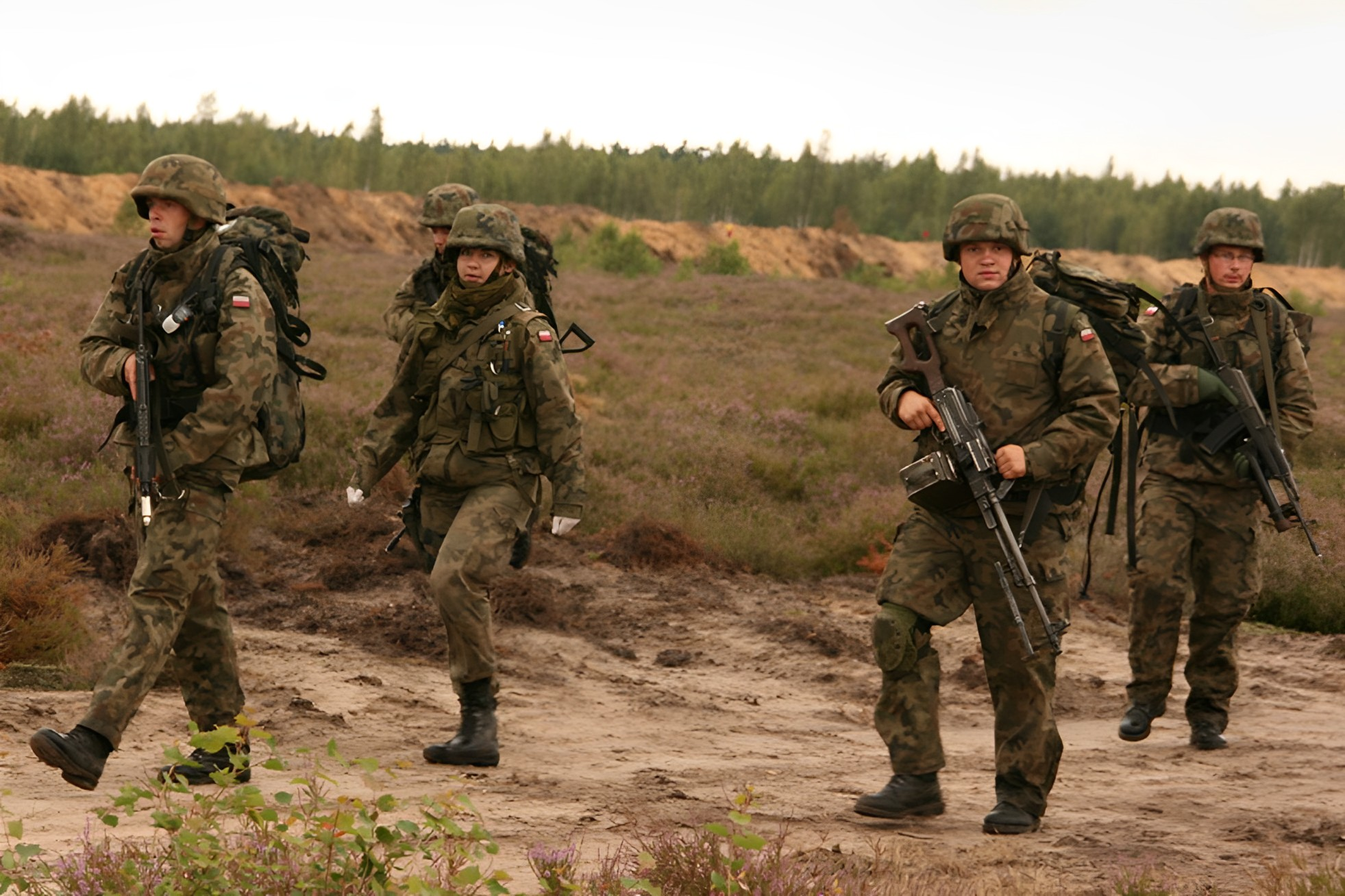
Forças armadas, como as Forças Armadas da Polônia, são exemplo de instituição para lidar com conflitos

A institucionalização dos conflitos refere-se à resolução ou ao encerramento de um conflito quando ele é transferido a uma instituição. Contudo, delegar a instituições implica perda de liberdade quanto à estrutura de distribuição de direitos e ofertas, pois as partes são regidas por alguém alheio ao conflito. Nesse processo, separam-se os componentes emocionais e factuais do conflito, e a instituição atua segundo regras aceitas pelas partes.

### Feudo
O feudo é exemplo de conflito pouco institucionalizado: tem algumas regras reconhecidas pelas partes (por exemplo, um motivo legítimo, anúncio formal, procedimento etc.), mas o conflito é conduzido pelos próprios envolvidos (sem diferenciação social), as dimensões emocional e factual não são separadas: amigos de cada parte não só têm o direito, mas até o dever de ajudar, gerando novos conflitos.

### Sistema de justiça
O sistema de justiça, de âmbito nacional, é um sistema competitivo (um dos lados prevalece) para regulação de conflitos. Os procedimentos são divididos em processo penal e processo civil. Tais procedimentos são usados quando se discute um direito.

### Militares
As forças armadas são usadas, entre outras coisas, em casos de forte escalada de um conflito entre Estados ou com grupos paramilitares. É um sistema competitivo com danos e perdas colaterais significativos, e por isso considerado o último recurso. Obras antigas sobre resolução militar de conflitos incluem The Art of War de Sun Tzu e Da Guerra de Carl von Clausewitz.

### Divórcio
O divórcio constitui um sistema judicial de gerenciamento de conflitos. Se há filhos, às vezes usam-se mediação, aconselhamento ou serviços de proteção de menores após a separação dos pais.

### Conflitos em empresas
Conflitos entre funcionários de uma empresa podem gerar custos de conflito para a organização. Há treinamento no trabalho e coaching focados em gerenciamento de conflitos.